# Роберт Анталь
Роберт Анталь (угор. Róbert Antal, 21 липня 1921 — 1 лютого 1995) — угорський ватерполіст.
Олімпійський чемпіон 1952 року.